# Eino Sandelin
Eino Kauno Sandelin (Helsinque, 16 de dezembro de 1864 — 15 de outubro de 1937) foi um velejador finlandês, medalhista olímpico. Ele competiu nos Jogos Olímpicos de Verão de 1912 na classe 12 Metre e conquistou a medalha de bronze na disputa a bordo do Heatherbell com Ernst Krogius, Max Alfthan, Pekka Hartvall, Jarl Hulldén, Sigurd Juslén e Johan Silén. Seu irmão Torsten Sandelin ganhou uma medalha olímpica de bronze na ginástica em 1908 e navegou como tripulante na classe 6 Metre em 1912.